# Слабошево
Слабошево (пол. Słaboszewo) — село в Польщі, у гміні Домброва Моґіленського повіту Куявсько-Поморського воєводства.
Населення — 187 осіб (2011).
У 1975-1998 роках село належало до Бидгощського воєводства.

## Демографія
Демографічна структура станом на 31 березня 2011 року:
|          | Загалом | Допрацездатний вік | Працездатний вік | Постпрацездатний вік |
| -------- | ------- | ------------------ | ---------------- | -------------------- |
| Чоловіки | 96      | 17                 | 73               | 6                    |
| Жінки    | 91      | 13                 | 56               | 22                   |
| Разом    | 187     | 30                 | 129              | 28                   |